# Черниговка (Давлекановский район)
Черниговка (баш. Черниговка) — деревня в Давлекановском районе Башкортостана, входит в состав Поляковского сельсовета. 

## Население
| 2002 | 2009 | 2010 |
| ---- | ---- | ---- |
| 127  | ↘106 | ↗107 |

Согласно переписи 2002 года, преобладающая национальность — русские (42 %).

## Географическое положение
Расстояние до:
- районного центра (Давлеканово): 25 км,
- центра сельсовета (Поляковка): 5 км,
- ближайшей ж/д станции (Давлеканово): 25 км.

## Река Аслиудряк
В черте д. Черниговки башкирское название реки Асли-Удряк (Аслиудряк) сменяется на русифицированное Малый Удряк.

## Известные уроженцы
- Архиепископ Максим (1928—2002) — архиерей Русской Православной Церкви, архиепископ Могилёвский и Мстиславский (1989—2002).